# Max von Schillings

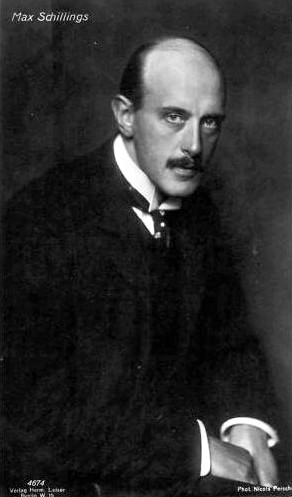
Max von Schillings in una fotografia di Nicola Perscheid.

Max von Schillings (Düren, 19 aprile 1868 – Berlino, 24 luglio 1933) è stato un compositore e direttore d'orchestra tedesco, reso celebre dall'opera Mona Lisa.

## Biografia
Fratello del fotografo Carl Georg, Schillings da giovane studiò violino, pianoforte e teoria musicale a Bonn, sotto la guida di Caspar Joseph Brambach e Otto von Königslow. In un secondo tempo si trasferì a Monaco di Baviera per iscriversi al corso universitario di giurisprudenza, filosofia e storia dell'arte nell'università locale.
Il primo ottobre del 1892 a Königswinter sposò Caroline Josefa Peil, dalla quale divorziò nel 1923. In seconde nozze sposò la cantante lirica Barbara Kemp a Charlottenburg nel 1923.
Nel 1894 mise in scena con successo la sua opera Ingwelde a Karlsruhe e nel 1896 la prima delle sue fantasie sinfoniche Meergruß e Seemorgen dirette da Richard Strauss a Monaco.
Nel 1899 effettuò la prima della sua opera Der Pfeifertag a Schwerin e nel 1900 della sua tragedia lirica Orestie al Theater des Westens di Berlino.
Nel 1906 eseguì la prima della sua tragedia musicale Moloch diretta da Ernst von Schuch al Semperoper di Dresda.
Iniziò la sua carriera come direttore d'orchestra a Monaco, prima di trasferirsi a Stoccarda, dove assunse l'incarico di intendente al Königlichen Hoftheater, nel periodo che va dal 1908 al 1918.  
A Stoccarda nel 1909 diresse la prima assoluta di Prinzessin Brambilla di Walter Braunfels, nel 1913 curò l'arrangiamento e diresse Les Troyens e la prima assoluta di Ulenspiegel di Braunfels, nel 1915 la prima del successo della sua opera Mona Lisa diretta anche all'Opera di Amburgo e nel 1917 la prima assoluta di Eine florentinische Tragödie.
Dal 1919 al 1925 prese il posto di Richard Strauss come direttore dello Staatsoper Unter den Linden di Berlino.
Nel 1923 effettuò la prima americana al Metropolitan Opera House di New York di Mona Lisa con Barbara Kemp ed a Filadelfia sempre per il Metropolitan ancora con la Kemp che continuò ad esibirsi per il Met fino al 1924.
Al Teatro Regio di Torino nel 1932 diresse La Valchiria con Eva Turner e dopo un lungo tour europeo ed americano, al suo ritorno in Germania, ricevette la nomina di presidente della "Accademia prussiana delle arti" succedendo a Max Liebermann.
Nel 1933 a Torino diresse Lohengrin (opera) con Maria Caniglia, Aureliano Pertile e Giuseppe Danise ed Il crepuscolo degli dei ed è stato il direttore artistico del Deutsche Oper Berlin fino alla morte per Embolia polmonare.
Tra le sue composizioni, annoveriamo diverse opere, melodrammi, musiche corali, musica da camera, concerti per violino e piano, musica sinfonica.
Max von Schillings fu un oppositore della Repubblica di Weimar e un noto antisemita che partecipò apertamente alla espulsione di vari artisti ebraici dall'accademia, quali Thomas Mann e Arnold Schönberg.

## Opere principali

### Opere
- Ingwelde;
- Der Pfeiferag;
- Moloch, op. 20;
- Mona Lisa, 1913/15, libretto di Beatrice von Dovsky;

### Melodrammi
- Das Hexenlied;
- Cassandra;
- Das Eleusische Fest;

### Concerti
- Concerto per violino in La minore op. 25;
- Concerto per violino in Sol minore, op. 38;
- Concerto per pianoforte Ein Totentanz op. 37;

### Musica da camera
- Quartetto d'archi in Mi minore;
- Quintetto per archi, op. 32;

### Varie
- Glockenlieder, op. 22;
- Meergruß und Seemorgen, op. 6;
- Vier liederen aus der Wanderzeit, op.2;